# Veronica Carstens
Veronica Carstens (nombre de soltera, Prior; 18 de junio de 1923 – 25 de enero de 2012) fue la esposa del Presidente de Alemania Karl Carstens.

## Biografía
Comenzó sus estudios en 1941, que se vieron interrumpidos a causa de la guerra para trabajar como enfermera. En 1944 se casó en Berlin-Tegel con Karl Carstens, al que había conocido un año antes. Temporalmente fue ama e casas hasta que en 1956 continuó con sus estudios de medicina, graduándose en 1960. 
Desde 1960 hasta 1968 trabajó como asistente y en 1968 abrió su propia consultoría médica en Meckenheim cerca de Bonn. 
Carstens era médico de profesión y se mantuvo en el oficio hasta que su esposo empezó su carrera como presidente. Fue una aferrada defensora de la naturopatía y la homeopatía, y en 1982 los Carstens cercaron la Fundación Carstens (Carstens-Stiftung) – la mayor fundación de investigación de terapias alternativas de Europa.  Fue miembro honoraria de la Orden de San Juan (Bailiazgo de Brandeburgo).
Quedó viuda en 1992 y se retiró de la vida pública en 2009 para vivir en un sanatorio en Bonn.